# كوغي ساتو
كوغي ساتو (باليابانية: 佐藤虹二) هو مصور ياباني، ولد في 1911، وتوفي في 1955 بسبب سل.